# Bernadette Vergnaud
Bernadette Vergnaud (ur. 16 września 1950 w Montluçon) – francuska polityk, filolog, eurodeputowana.

## Życiorys
Ukończyła studia w zakresie języków hiszpańskiego i portugalskiego. Magisterium z filologii łacińskiej i języków Ameryki Łacińskiej uzyskała w 1974. Pracowała jako nauczycielka łaciny. Od 1976 do 2004 była inspektorem w Ministerstwie Edukacji Narodowej.
Zaangażowała się w działalność Partii Socjalistycznej, w latach 1990–2003 pełniła kierownicze funkcje we władzach regionalnych. W 2004 została członkiem prezydium Rady Kobiet PS. Była radną Poitiers (w latach 1995–2001), później objęła stanowisko zastępcy mera tego miasta. Sprawowała też mandat radnej regionu Poitou-Charentes (1998–2004).
W wyborach w 2004 uzyskała mandat posła do Parlamentu Europejskiego. Przystąpiła do grupy Partii Europejskich Socjalistów, a także Komisji Rynku Wewnętrznego i Ochrony Konsumentów. W 2009 została wybrana na kolejną kadencję, przystępując do nowej lewicowej frakcji socjalistów i demokratów.